# Itaru Chimura
Itaru Chimura (jp. 千村 格 Chimura Itaru; * 15. April 1975 in Kiso-Fukushima, Nagano) ist ein ehemaliger japanischer Snowboarder. Er startete im Snowboardcross.

## Werdegang
Chimura nahm im Februar 2004 in Jōetsu erstmals am Snowboard-Weltcup der FIS teil, wobei er die Plätze 39 und 37 errang. In der Saison 2004/05 erreichte er mit Platz 22 in Lake Placid seine beste Platzierung im Weltcup und zum Saisonende mit dem 51. Platz im Snowboardcross-Weltcup sein bestes Gesamtergebnis. Beim Saisonhöhepunkt, den Snowboard-Weltmeisterschaften 2005 in Whistler, kam er auf den 39. Platz. Zudem wurde er japanischer Meister im Snowboardcross. Bei seiner einzigen Teilnahme an Olympischen Winterspielen im folgenden Jahr in Turin fuhr er auf den 16. Platz. In den folgenden Jahren belegte er bei den Snowboard-Weltmeisterschaften 2009 in Gangwon den 14. Platz und siegte im März 2010 erneut bei den japanischen Meisterschaften. Zuvor absolvierte er in Veysonnaz seinen 23. und damit letzten Weltcup, welchen er auf dem 88. Platz beendete.

## Erfolge

### Olympische Spiele
- 2006 Turin: 16. Platz Snowboardcross

### Weltmeisterschaften
- 2005 Whistler: 39. Platz Snowboardcross
- 2009 Gangwon: 14. Platz Snowboardcross

## Weltcupwertungen
| Saison  | Gesamt | Gesamt | Snowboardcross | Snowboardcross |
| Saison  | Punkte | Platz  | Punkte         | Platz          |
| ------- | ------ | ------ | -------------- | -------------- |
| 2003/04 | -      | -      | 118            | 61.            |
| 2004/05 | -      | -      | 142            | 51.            |
| 2005/06 | 66     | 255.   | 66             | 57.            |
| 2007/08 | 17     | 340.   | 17             | 82.            |
| 2008/09 | 15     | 372.   | 15             | 92.            |
| 2009/10 | 12     | 351.   | 12             | 87.            |